# Body Count (album)
Body Count è il primo ed eponimo album in studio del gruppo heavy metal statunitense Body Count, pubblicato nel 1992.

## Tracce
1. Smoked Pork – 0:46
2. Body Count's in the House – 3:24
3. Now Sports – 0:04
4. Body Count – 5:17
5. A Statistic – 0:06
6. Bowels of the Devil – 3:43
7. The Real Problem – 0:11
8. KKK Bitch – 2:52
9. C Note – 1:35
10. Voodoo – 5:00
11. The Winner Loses – 6:32
12. There Goes the Neighborhood – 5:50
13. Oprah – 0:06
14. Evil Dick – 3:58
15. Body Count Anthem – 2:46
16. Momma's Gotta Die Tonight – 6:10
17. Out in the Parking Lot – 0:30
18. Cop Killer – 4:09

## Formazione
- Ice-T – voce
- Ernie C – chitarre
- Mooseman – basso
- D-Roc – chitarra
- Beatmaster "V" – batteria